# Antoine-Cosme Giraud
Antoine-Cosme Giraud, né à Paris en 1760 et mort à Marcoussis le 4 août 1839, est un graveur et illustrateur français.

## Œuvres
- Procession mythologique, gravure à l'eau-forte d'après Jean-Michel Moreau (musée Wittert, à l'université de Liège)
- La Pêche miraculeuse, gravure à l'eau-forte, 1802-1803, an XI (Musée Wittert, à l'université de Liège)